# 小行星7167
小行星7167（英語：7167 Laupheim）是一颗围绕太阳公转的小行星。1985年10月12日，卡罗琳·舒梅克、尤金·舒梅克在帕洛马山发现了此天体。
这颗小行星的绝对星等为181.45792等。